# Hephzibah Faith Missionary Association
Hephzibah Faith Missionary Association var en amerikansk missionsorganisation med bas i Tabor, Iowa, grundad 1893 av George Weaver.
Denna organisation, hemmahörande inom den wesleyanska helgelserörelsen, sände ut 80 missionsarbetare till mer än ett halvdussin länder.
1944 var 20 församlingar, med sammanlagt 350 medlemmar, anslutna till the Hephzibah Faith Missionary Association.
Omkring 1950 anslöts flera av organisationens verksamhetsgrenar till Nazaréens kyrka, däribland huvudkontoret i Tabor och missionen i Sydafrika.